# Bobslee-achtbaan
Een bobslee-achtbaan is een achtbaantype waarbij de bezoekers het gevoel krijgen in een bobslee te zitten. Dit effect wordt bereikt door de achtbaantrein los door een goot te laten rijden in plaats van over de gebruikelijke rails.

## Geschiedenis

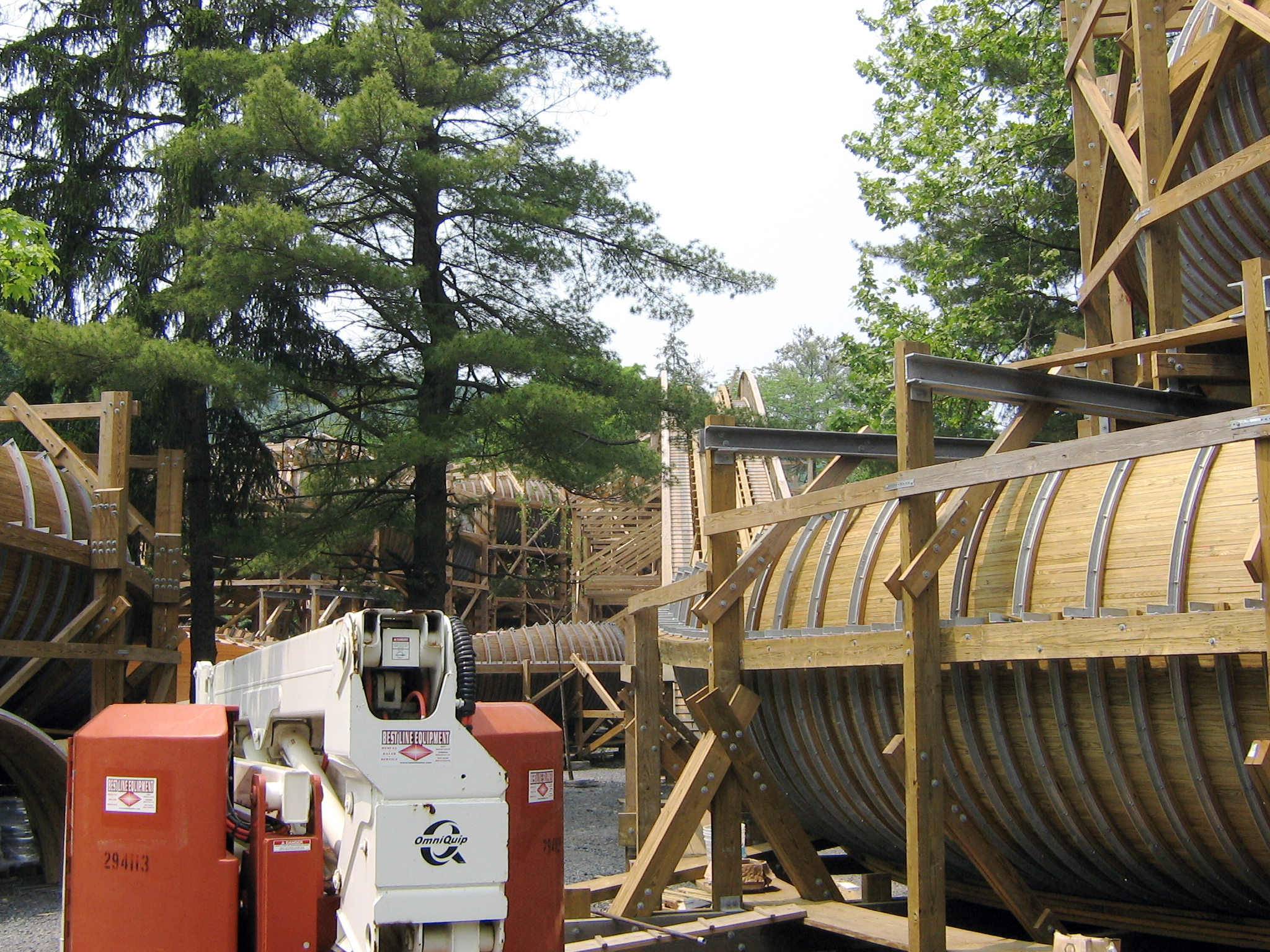
Flying Turns in Knoebels Amusement Resort

Geïnspireerd door de opkomst van de bobsleesport in Amerika wilde J.N. Bartlett het grote publiek dezelfde sensatie kunnen laten beleven. Al in 1927 slaagde hij er in om een gepatenteerd ontwerp uit te laten voeren van een baan met een houten goot waarin wagens zonder rail reden. De baan kreeg de naam Flying Turns die de sensatie van het door een bocht vliegen alsof de deelnemer werkelijk in een bobslee zat weergaf. Het ging om een houten goot waarin wagens zonder rails doorheen gevoerd werden. Zijn ontwerp was geïnspireerd op de bobsleesport. Na een ontmoeting met John Miller in 1928 begonnen ze met het ontwerp en bouwen van een baan. J.N. Bartlett verkreeg in 1934 een patent op een technische verbetering die een andere constructiewijze van de goot inhield waardoor de wagens niet uit de goot konden vliegen. Tot 1942 werden er in totaal 9 houten bobslee-achtbanen gebouwd. Hierna werden in 1984 de eerste bobslee-achtbanen van staal gebouwd door Intamin AG, dit waren de Sarajevo Bobsled in Six Flags Great Adventure, Sarajevo Bobsleds in Six Flags Magic Mountain en Screamin' Delta Demon in Opryland USA. In 1985 begon MACK Rides ook met het bouwen van bobslee-achtbanen.
In 2009 begon Knoebels Amusement Resort met de bouw van een retromodel bobslee-achtbaan van hout. Dit ontwerp genaamd Flying Turns is afgeleid van de oude houten bobslee-achtbanen gebouwd door J.N. Bartlett en John Miller.
Van 1985 tot 2019 was ook in Nederland een bobslee-achtbaan te vinden, de Swiss Bob in de Efteling. Deze werd afgebroken omdat hij in de laatste jaren regelmatig mankementen vertoonde en vervangen door Max & Moritz, een dubbele gemotoriseerde achtbaan die in de zomer van 2020 werd geopend.

## Technische kenmerken

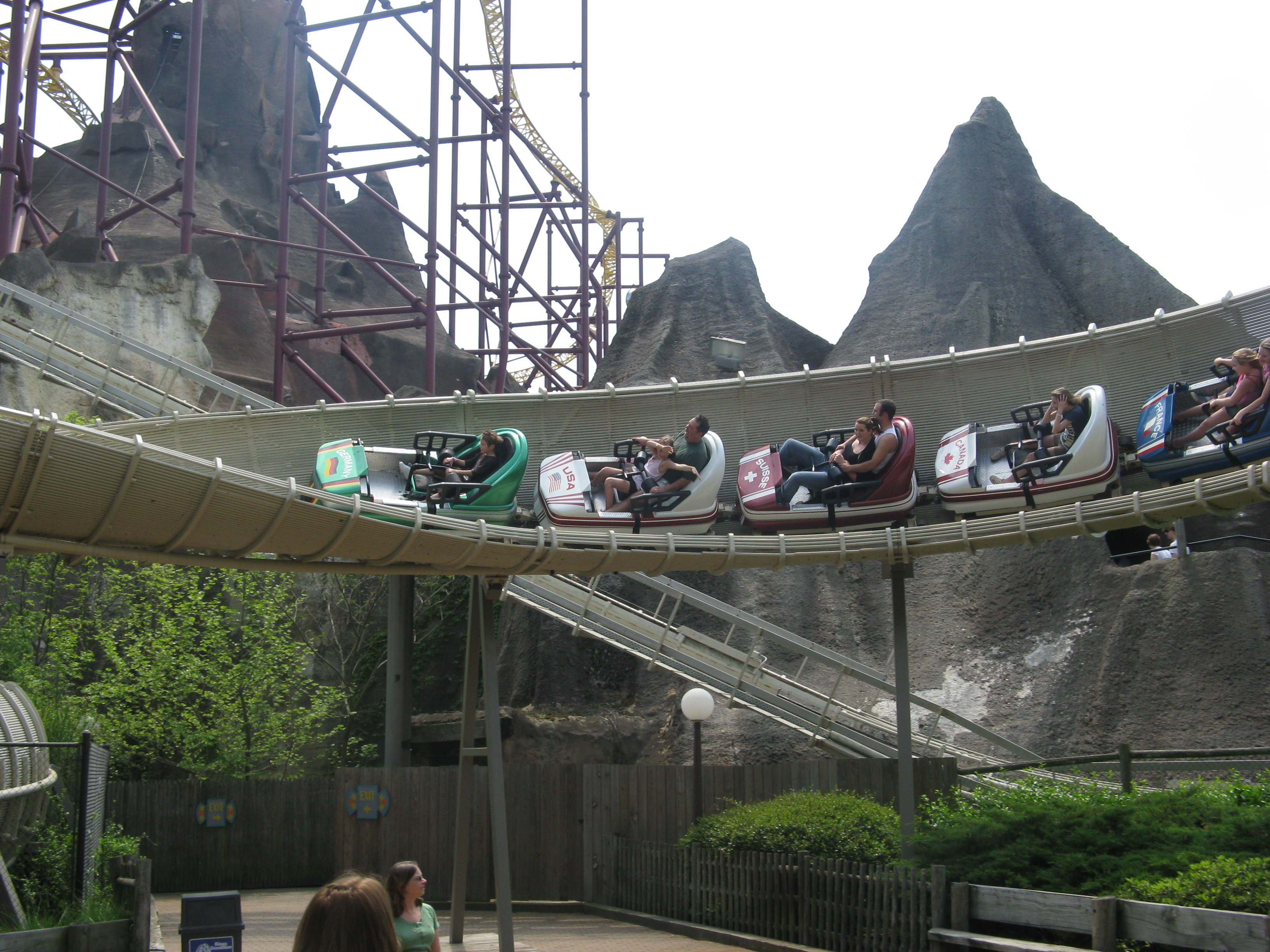
De Avalanche in Kings Dominion

Een Bobslee-achtbaan onderscheidt zich van andere achtbaanuitvoeringen door het ontbreken van een vaste rail. In plaats van een rail gebruiken bobslee-achtbanen een goot die van hout of metaal gemaakt is. In de bochten rijdt de achtbaantrein meer tegen de zijkant aan vanwege de g-krachten.
De bobslee-achtbanen van Intamin hebben losse bobs in gebruik waarbij de passagiers voor elkaar zitten, net als in een echte bobslee. In de Bob, de voormalige achtbaan in de Efteling, was dit ook het geval, totdat in 2005 de voertuigen aangepast werden naar een andere opstellingen waardoor twee personen naast elkaar kwamen te zitten in drie rijen per bob.
Bij het door MACK Rides gefabriceerde model wordt geen gebruik gemaakt van losse bobs maar van een trein met geschakelde bobs. In iedere wagon zitten twee mensen voor elkaar.
Tijdens de optakeling wordt gebruikgemaakt van normale rails en de terugrolbeveiliging. Zodra de bobslee boven is, rijdt deze de goot in. Bij een remvak worden ofwel normale rails gebruikt ofwel een geleiderails in de goot geplaatst. Bobslee-achtbanen bevatten geen zeer steile afdalingen waarbij men airtime ervaart, aangezien de bob los in de goot rijdt en dus los zou kunnen komen. Om deze reden bevatten bobslee-achtbanen ook geen inversies.

## Bobslee-achtbanen in Europa
In Europa staan anno juni 2020 vier bobslee-achtbanen.
| Naam              | Park                     | Pediode      | Fabrikant  | Status                      |
| ----------------- | ------------------------ | ------------ | ---------- | --------------------------- |
| Bob               | Efteling                 | 1985 - 2019  | Intamin AG | Vervangen door Max & Moritz |
| Avalanche         | Pleasure Beach Blackpool | 1988 - heden | MACK Rides | Geopend                     |
| Schweizer Bobbahn | Heide-Park               | 1994 - heden | MACK Rides | Geopend                     |
| Schweizer Bobbahn | Europa-Park              | 1985 - heden | MACK Rides | Geopend                     |
| Trace du Hourra   | Parc Astérix             | 2001 - heden | MACK Rides | Geopend                     |

## Galerij

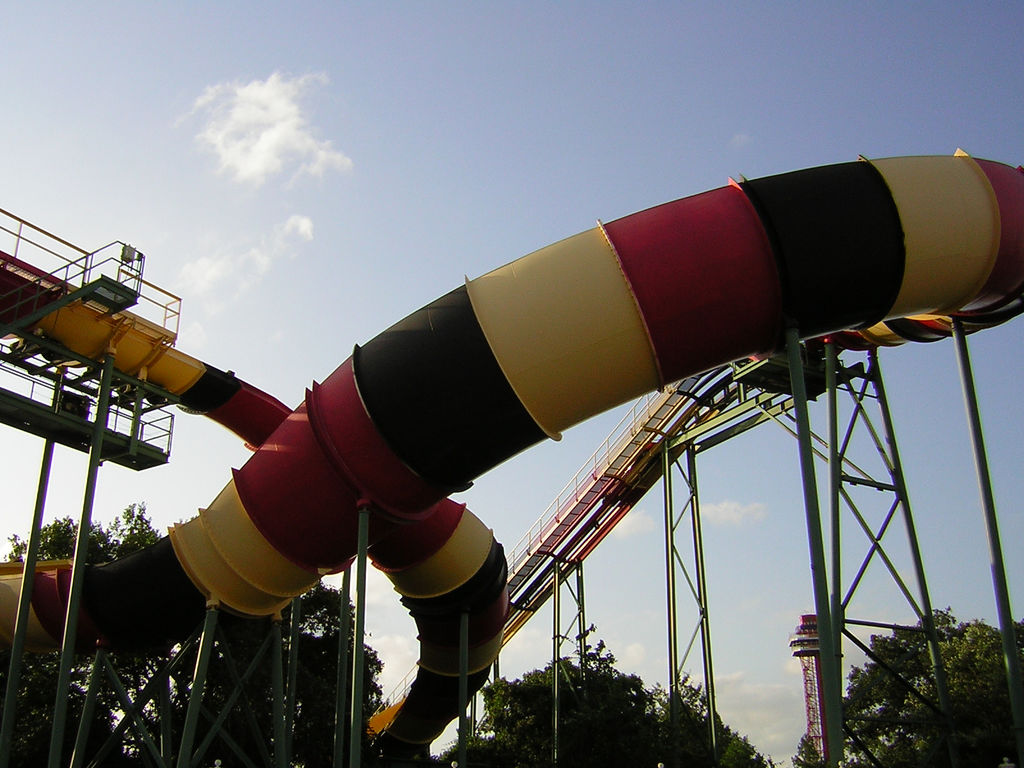
La Vibora in Six Flags Over Texas
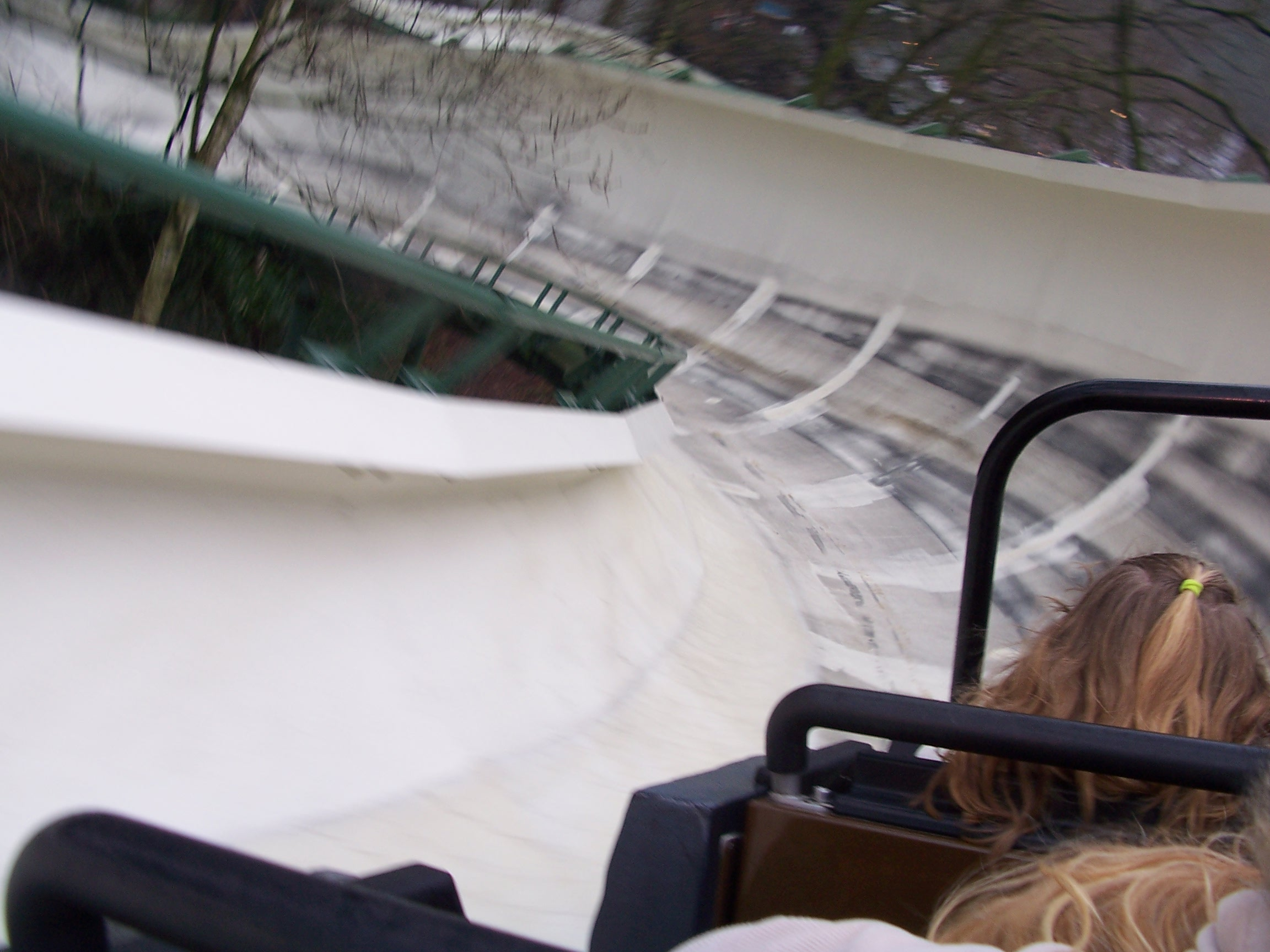
Swiss Bob in de Efteling (afgebroken)
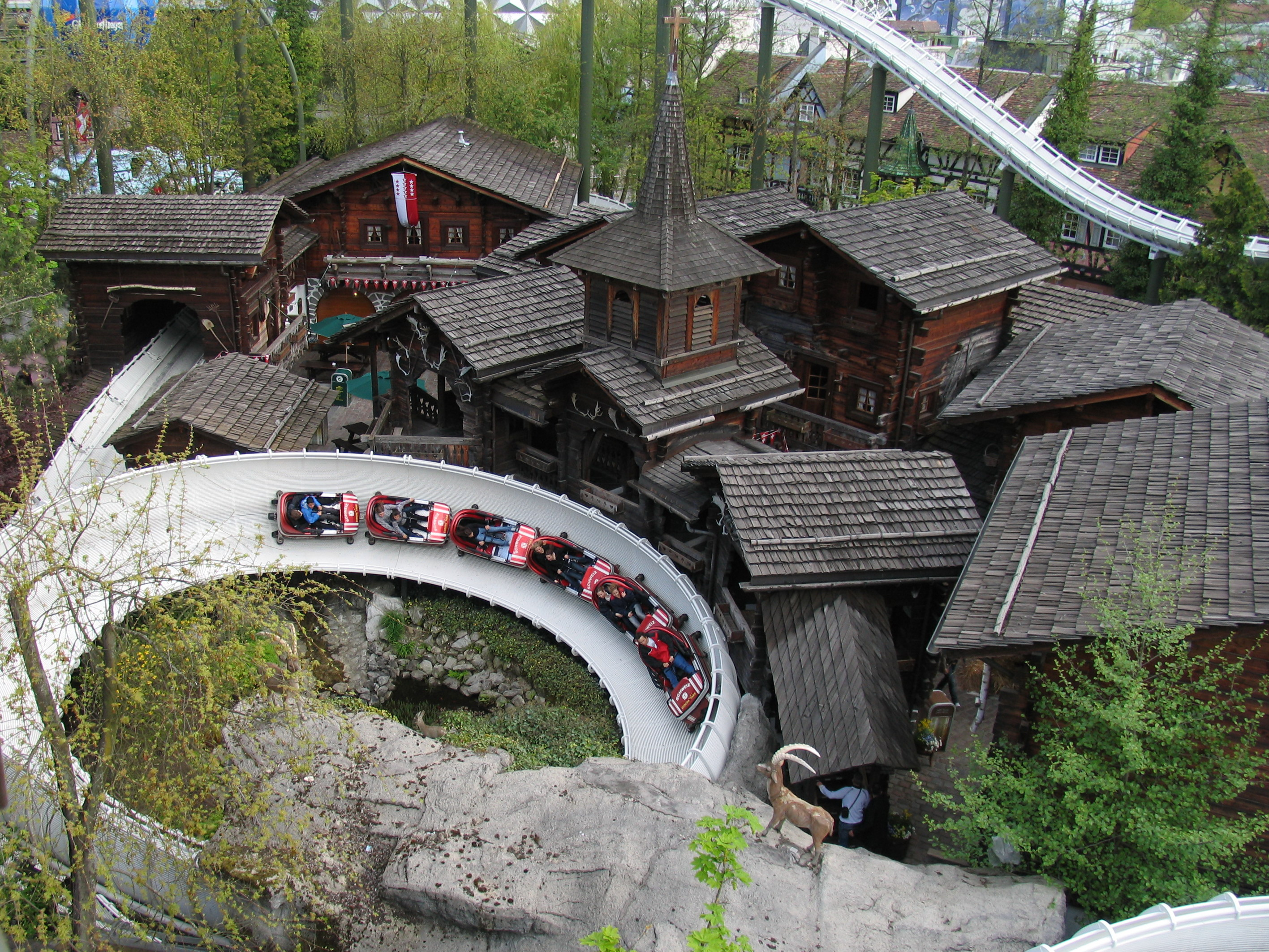
Schweizer Bobbahn in Europa-Park
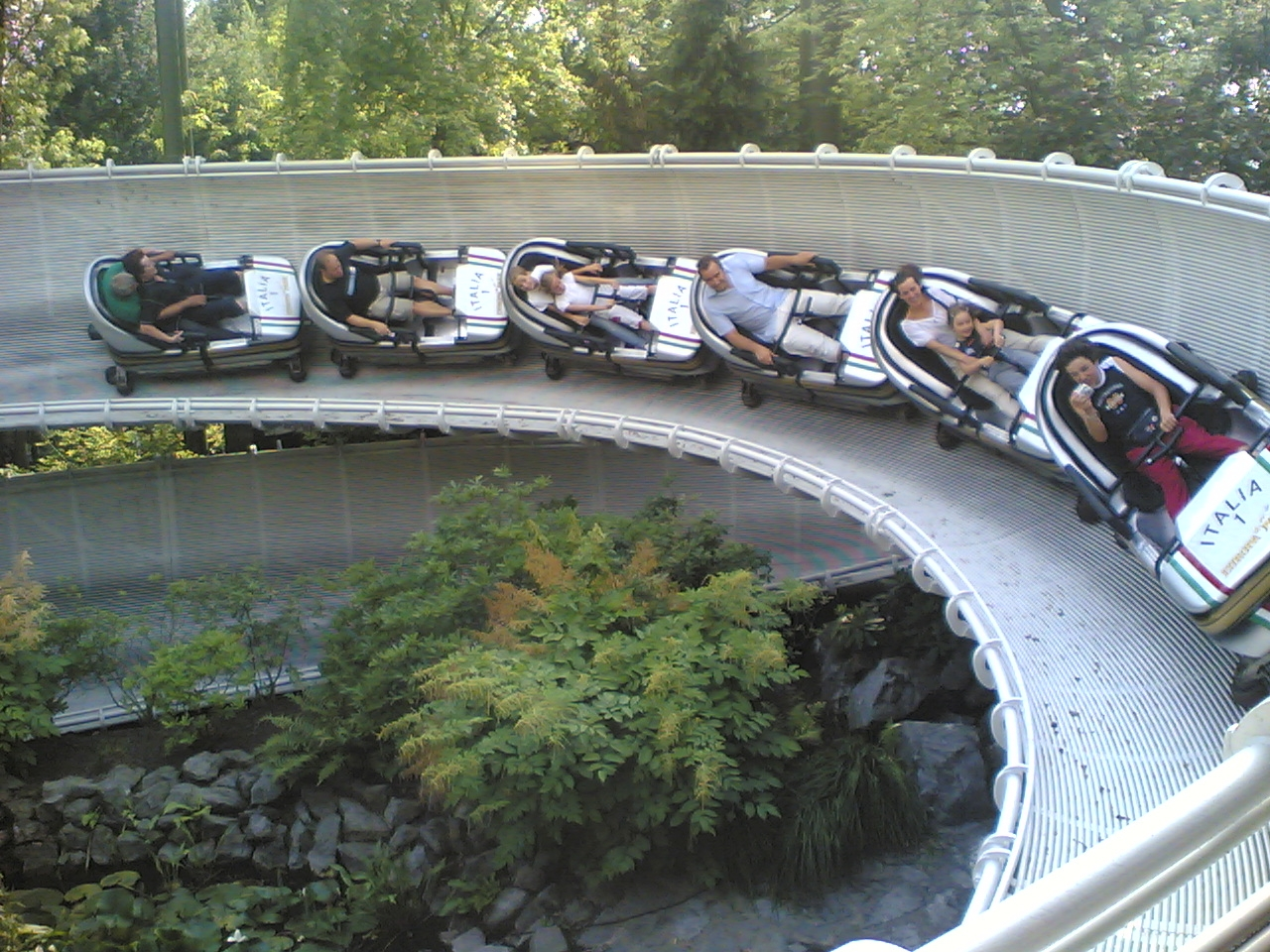
Schweizer Bobbahn in Europa-Park
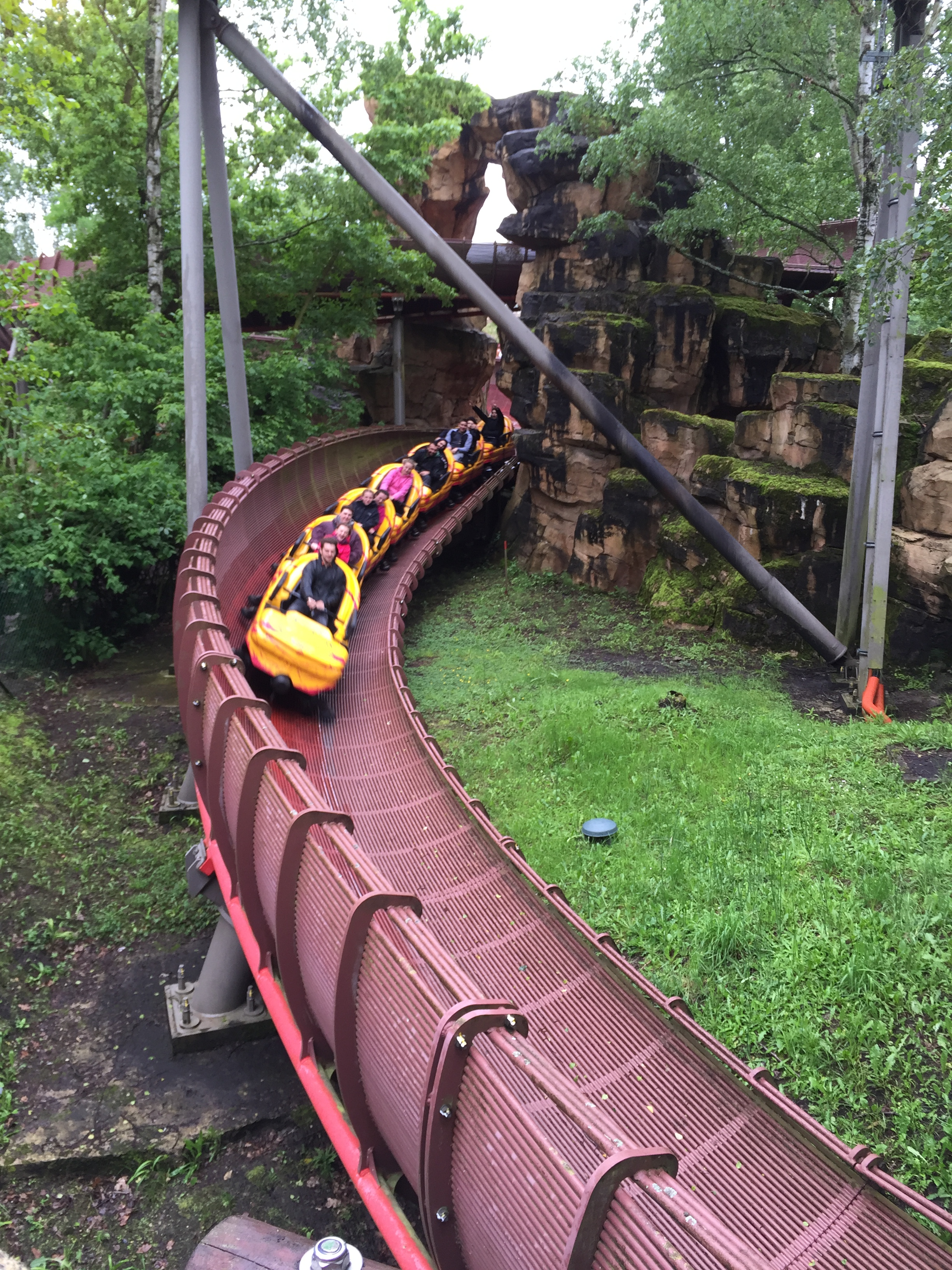
La Trace du Hourra in Parc Astérix